# Elosport Capão Bonito
O Elosport Capão Bonito é um clube brasileiro de futebol da cidade de Capão Bonito, interior do estado de São Paulo. Foi fundado em 10 de maio de 1993, suas cores são azul e verde e seu apelido é "Galo do Sul".

## História
Em 10 de maio de 1993 foi fundado o Elosport Capão Bonito e, nos três primeiros anos de existência, participou apenas de competições amadoras. Mesmo assim, conseguiu conquistar dois títulos. Em 1994, foi campeão da Liga de Tatuí. No ano seguinte, levantou a taça de campeão da Liga de Sorocaba. Em 1996, participou novamente da competição sorocabana, mas não repetiu o desempenho.
Em 1997, o clube se profissionalizou, filiou-se à Federação Paulista de Futebol e participou pela primeira vez de uma competição da entidade: o Campeonato Paulista B1B. Nos anos seguintes, até 2000, o Elosport continuou disputando o mesmo torneio e, em 2001, quando o nome da competição foi alterado, o clube passou a disputar o Campeonato Paulista B3 (Sexta Divisão). Nesta competição conseguiu o acesso e ganhou o direito de disputar a Série B2, em 2002. Todavia, a equipe não repetiu o mesmo desempenho e voltou à Série B3. 
Licenciado, o clube não participou da competição, e nos dois anos seguintes disputou apenas os campeonatos das categorias de base organizados pela Federação Paulista. Em 2005, o Elosport disputou as categorias Sub 15, Sub 17 e Sub 20 e, em 2006, apenas o Sub 15 e Sub 17. Enfim, em 2007, a equipe profissional voltou às atividades e disputou o Campeonato Paulista da Segunda Divisão, assim como o estadual Sub 20 - Segunda Divisão. 
No ano de 2008, o Elosport disputou o Campeonato Paulista - Série B, tendo em seu grupo os times: Campinas, Red Bull Brasil, Saltense, Capivariano, Roma, Primavera e Sumaré. Ficando na quinta posição, quando apenas os quatro primeiros se classificavam. Sua última partida ocorreu em seu estádio (20 de julho), venceu a Saltense por 1 a 0.
Em 2009, o time iniciou a segunda rodada do Campeonato Paulista com vitória sobre a equipe  do Fernandóplis pelo placar de 2 a 1, o time seguiu forte e bateu o Mauaense por 3 a 2 com 3 gols de Cícero. A torcida se empolgava com os grandes resultados e estava presente em massa no estádio “José Sidney da Cunha” de Capão Bonito. Faltando duas  rodadas para o encerramento da segunda fase, o Elosport  conquistava 9 pontos com a vitória por 3 a 2 contra a equipe do Taubaté que junto com o Elosport  liderava o grupo 10 do paulista. Para finalizar com chave de ouro a segunda fase do grupo, o galo do sul venceu com goleada o Fernandópolis por 5 a 0. E assim o Elosport terminava a 2° fase em 1° colocado com 15 pontos.
A terceira fase da competição foi para o azar do Elosport o oposto da segunda fase onde este terminou na liderança, o Elo se despediu da competição nesta fase onde enfrentou as equipes: Red Bull, Lemense e Barretos. No final do ano, a equipe de base sagrou-se campeã do Campeonato Paulista de Futebol - Sub-20.
O Elosport, clube tradicional de Capão Bonito, retornou às disputas do Campeonato Paulista nas categorias Sub-15, Sub-17 e Sub-20, após um período de ausência. A equipe se destacou especialmente na categoria Sub-17, onde realizou uma campanha marcante e conquistou a atenção dos torcedores e da imprensa esportiva.
O jogo mais emblemático da campanha do Elosport foi contra o Desportivo Brasil, rival da região. Com uma atuação impressionante, o Elosport venceu por 4 a 1, em uma partida que ficou marcada como um ponto de virada para a equipe na competição. Os gols da vitória foram anotados por Vini, Wallacy, Junior e Ryan, enquanto o goleiro João Vicente teve uma grande atuação, sendo fundamental para o resultado com defesas decisivas.
A vitória contra o Desportivo Brasil se tornou um marco, não apenas pelo placar, mas também pela confiança que deu ao time, que engatou uma sequência de boas vitórias em seguida. O resultado foi visto como um símbolo da recuperação do Elosport no futebol paulista e uma prova de que a equipe estava pronta para competir de igual para igual com grandes clubes da categoria.
Infelizmente, apesar da boa fase e do desempenho positivo, o Elosport não conseguiu avançar para a segunda fase do torneio. Problemas judiciais envolvendo a Federação Paulista de Futebol acabaram prejudicando a classificação da equipe, que ficou de fora do mata-mata. Mesmo com o revés administrativo, o clube de Capão Bonito deixou sua marca na competição e renovou as esperanças para as próximas edições do Campeonato Paulista.

## Títulos

### Categorias de base
- Campeonato Paulista Sub-20 - 2ª Divisão 2009

## Estatísticas

### Participações
| Aumento | Promovido à divisão superior  |
| Baixa   | Rebaixado à divisão inferior  |
| Inativo | Licenciamento no ano seguinte |

|  | Participações em 2024 |

| Competição | Competição                               | Temporadas | Melhor campanha           | Anos             | A | R |
| São Paulo  | Campeonato Paulista - Série A4           | 14         | 9º colocado (2009 e 2010) | 2007-2020        | – | – |
| São Paulo  | Campeonato Paulista - Segunda Divisão    | 5          | 5º colocado (2003)        | 1997-2000 e 2003 | – | 1 |
| São Paulo  | Campeonato Paulista - Série B3 (extinto) | 1          | Sem dados (2001)          | 2001             | – |   |

### Últimas dez temporadas
Legenda:
| Campeão Vice-campeão Eliminado nas semifinais | Campeão e promovido à divisão superior Vice-campeão e/ou promovido à divisão superior Rebaixado à divisão inferior | Classificado à fase de grupos da Copa Libertadores Classificado à fase preliminar da Copa Libertadores Classificado à Copa Sul-Americana Campeão do Campeonato do Interior |